# Gua (Garonne)
Der Gua ist ein kleiner Fluss in Frankreich, der im Département Gironde, in der Region Nouvelle-Aquitaine verläuft. Er entspringt im  südöstlichen Gemeindegebiet von Tresses, entwässert in einer S-Kurve von Nordwest über Nordost nach Nordwest durch den Ballungsraum östlich von Bordeaux und mündet nach rund 20 Kilometern im Gemeindegebiet von Saint-Louis-de-Montferrand als rechter Nebenfluss in die Garonne.
Aufgrund seines Verlaufes im Umland von Bordeaux berührt der Gua neben der Mittelstadt Lormont auch mehrere Kleinstädte, einige Autobahn- und Eisenbahnstrecken sowie den Flugplatz Bordeaux–Yvrac.

## Bezeichnung des Flusses
In seinem Verlauf ändert der Fluss mehrfach seinen Namen:
- Desclaux im Oberlauf
- Gua im Mittelteil
- Vieux Estey im Unterlauf
- Estey du Gua im Mündungsabschnitt

## Orte am Fluss
(Reihenfolge in Fließrichtung)
- Joli Bois, Gemeinde Tresses
- Tresses
- Artigues-près-Bordeaux
- Lormont
- Carbon-Blanc
- Sainte-Eulalie
- Ambarès-et-Lagrave
- Saint-Louis-de-Montferrand